# Capuliato
Il pomodoro crapuliato è un condimento tradizionale della cucina siciliana a base di pomodori secchi, legato in particolare al territorio del comune di Vittoria, nel Libero consorzio comunale di Ragusa. Il nome originale in siciliano significa tritato, tuttavia in altre zone della Sicilia, ma non nella Piana di Vittoria dove è nato e grazie alla quale si è diffuso, viene chiamato anche capuliata, soprattutto per riferirsi ad un piatto di pasta condito, come se ci si riferisse ad una "spaghettata".
Il termine capuliato, o capuliatu in siciliano, ha il significato di ammorsellato o triturato e si riferisce tipicamente al tipo di lavorazione. Quindi pomodori capuliati o il "capuliato di carne", cioè la carne trita, il classico macinato di carne.

## Etimologia
L'origine della parola è presente nel latino volgare, dove esisteva la voce capulare che voleva dire "fare a pezzettini". Dal latino, si è evoluta nell'aragonese col verbo "capolar", rimasto uguale in catalano e in spagnolo castigliano. Ancora oggi, tanto in Spagna quanto in Sicilia, il termine si riferisce all'ammorsellare.

## Storia
Inizialmente in Europa il pomodoro venne usato come pianta ornamentale ed è solo nell'800 che si diffuse a livello gastronomico. Si concorda sul fatto che il capuliato nasca e si diffonda da Vittoria, città dove fin dalle sue origini il territorio era facilmente sfruttabile a livello agricolo. Tra le aree di diffusione del prodotto, Vittoria è sempre stata di gran lunga quella con maggior produzione e tradizione dell'ortaggio, infatti vi è situato uno dei più grandi mercati ortofrutticoli d'Italia. Il capuliato nacque quando ancora non erano praticati i metodi di conservazione della salsa di pomodori e la coltivazione in serra di questi ultimi. La ricetta si è diffusa velocemente in altre aree della provincia e nella vicina Gela. Non avendo a disposizione i pomodori in inverno, questi venivano essiccati e lavorati nei mesi caldi, solitamente luglio e agosto, e conservati per poi condire la pasta e il pane durante l'anno.

## Preparazione e utilizzo
I pomodori vengono prima lavati, poi tagliati, salati ed essiccati al sole. Successivamente vengono macinati, solitamente con un tritacarne e generalmente posti sottolio, in una marinatura che prevede basilico o origano, e altri sapori in aggiunta a seconda dei gusti che possono essere per esempio aglio, peperoncino o delle foglie di alloro sotto al coperchio del barattolo.
Nella classica preparazione alla vittoriese, ingredienti come il basilico o il peperoncino sono triturati assieme ai pomodori, aggiunti man mano che si macina la materia prima.
Il capuliato viene utilizzato principalmente per condire pasta, pane o delle bruschette, ma anche per insaporire le focacce ripiene tipiche del ragusano, le scacce.

## Ricette più comuni
La classica pasta al capuliato prevede aglio, olio extra vergine d'oliva e capuliato, con l'aggiunta di basilico o prezzemolo alla fine (elementi che però una volta non erano facilmente reperibili in inverno). Può essere arricchita con molliche di pane fritte, pangrattato, formaggio grattugiato ed altri condimenti. Sono indicate le paste lunghe, solitamente si cucinano i classici spaghetti n°5. Il pane è farcito con capuliato, olio extra vergine di oliva e ingredienti come formaggio, origano o basilico, acciughe, peperoncino.

## Produzione industriale e reperibilità
Sono ormai diverse le aziende produttrici, soprattutto a Vittoria, patria del capuliato appunto, grazie alle quali il prodotto è facilmente reperibile nelle salumerie o supermercati di tutta la Sicilia, soprattutto sud orientale. Rimane ancora forte la tradizione della produzione casereccia.